# 寧格魯海岸
宁格羅海岸（Ningaloo Coast）是澳大利亞西部的一段海岸線，位於伯斯以北約1200公里處。宁格羅海岸擁有世界最大規模的岸礁，全長達260公里。1987年，宁格羅海岸及其附近海域被指定為海洋公園。2011年，宁格羅海岸被列入世界遺產。

## 历史
海岸和珊瑚礁的名字来源于澳大利亚原住民瓦嘉里语言词「Ningaloo」，意思是“海角”，“深水”或“大海中的高地”。 拜云古和依尼古度拉氏族的亚马特吉人在该地区以居住超过3万年。
该地区的世界遗产于2011年谈判确立，包含包括宁格罗海洋公园（英联邦水域），宁格罗海洋公园（州水域）和木容海洋管理区（包括木容群岛），巨拉比海岸公园，邦德吉海岸公园，雷芝岬国家公园和李孟德空军靶场。根据1999年《环境保护和生物多样性保护法》，该网站于2010年1月6日在澳大利亚国家遗产名录上刊登。

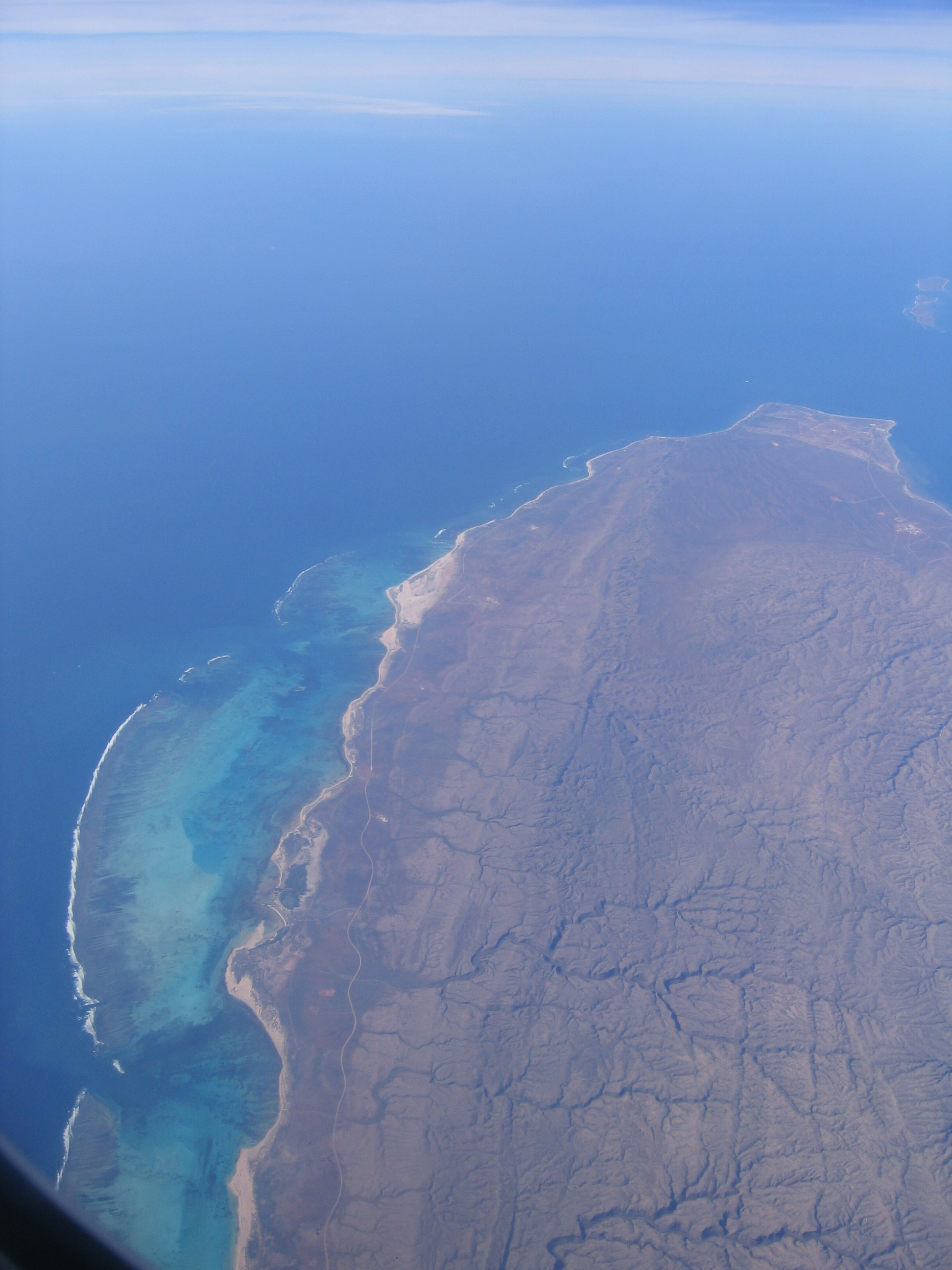
雷芝岬与宁格罗海岸的航拍图

1987年，珊瑚礁和周围水域被指定为宁格罗海洋公园。

## 生态
在冬季，珊瑚礁是海豚，儒艮，蝠鲼和座头鲸等动物迁徙路线的一部分。 充斥着大量珊瑚礁的海滩也是红海龟，绿玳瑁和玳瑁的重要繁殖地，它们还依靠珊瑚礁筑巢和觅食。宁格罗海岸还生活着种类丰富的鱼类（约500种），珊瑚（约300种），软体动物（约600种）和许多其它水生无脊椎动物。

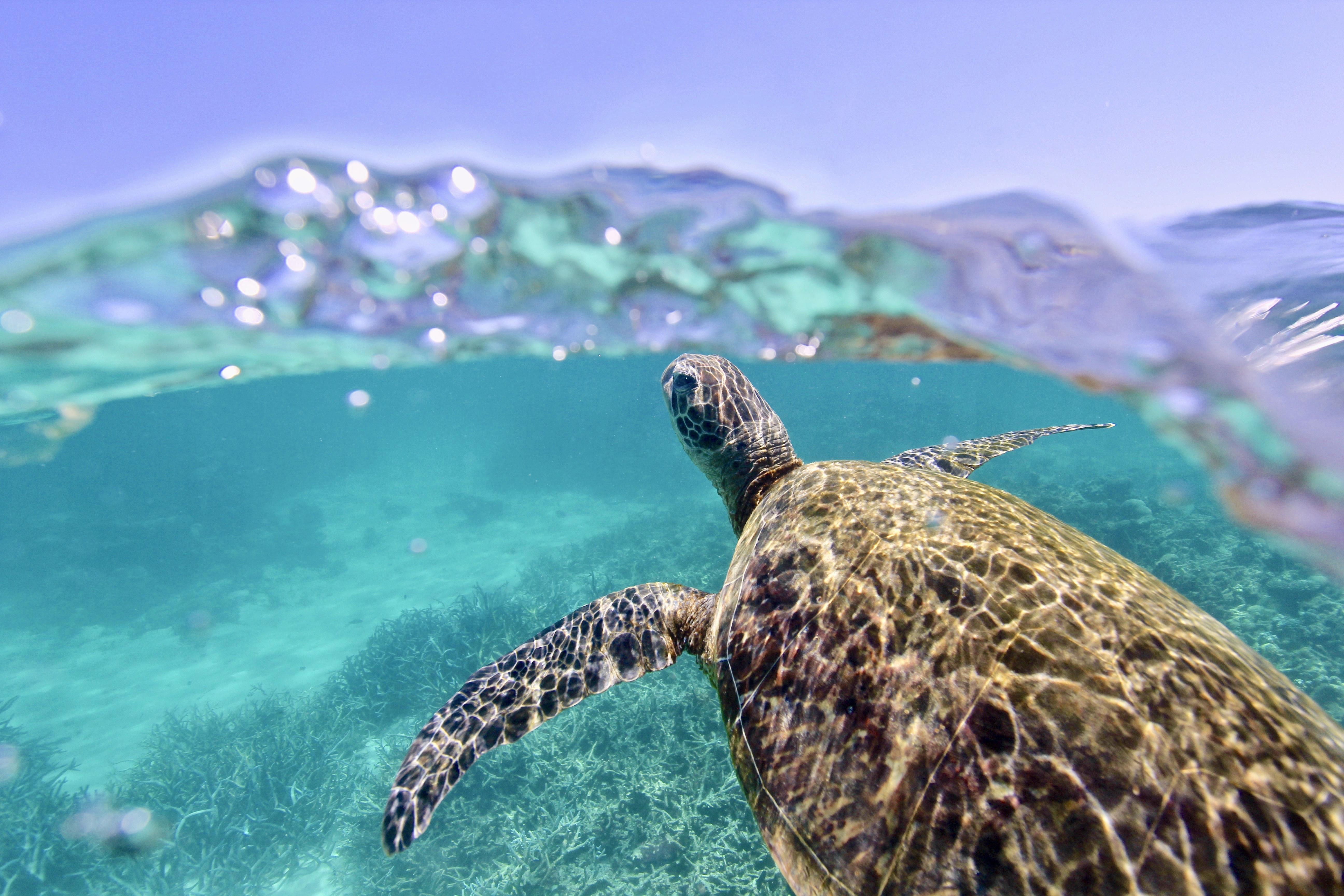
宁格罗海底的绿玳瑁

在一些地区，例如珊瑚湾，珊瑚礁离海岸仅仅不到半公里。 2006年，澳大利亚海洋科学研究所的研究人员在海洋公园更深的海域发现了海绵花园，这些水域被认为是对科学来说完全陌生的领域。 被认为已经灭绝17年的短鼻海蛇也于2015年12月在宁格鲁礁上再次被发现。

## 宁格罗协作集群
宁格罗协作集群是2007年在该地区开展的一项重大研究项目。它是CSIRO旗舰协作基金研究计划的一部分。 该项目涉及CSIRO、可持续旅游合作研究中心和一些澳大利亚大学的研究人员，包括科廷科技大学，默多克大学，西澳大利亚大学，澳大利亚国立大学和昆士兰大学。 该项目将提供一个动态的海岸模型，其中包含该地区人类活动的社会经济和环境开发负荷的影响，可与该地区的生态模型相结合，最终目标是制定规划工具和管理模式，以确保该地区的可持续发展。
该研究计划涉及收集和处理来自埃克斯茅斯，珊瑚湾和卡那封的游客以及东道社区的社会经济数据。 它还涉及收集有关人类活动的环境利用负荷的数据，包括自然资源的使用，废物的产生和污染，视觉影响以及对动植物的影响。 该项目涉及该地区的主要利益相关者，包括西澳大利亚州环境与保护部，加拿芬郡和埃克斯茅斯郡，当地旅游组织和西澳大利亚州旅游局，加斯科因发展委员会，西澳大利亚州水与环境部，来自世界各地的财富研究人员。 海洋和宁格罗项目商会，西澳大利亚能源和资源部，西澳大利亚州渔业部，西澳大利亚州规划和基础设施部，宁格罗可持续发展委员会和宁格鲁可持续发展办公室，亚马特吉土地和海洋理事会代表以及宁格罗研究研究社区以及其他集群项目成员和州的宁格罗项目。 该项目还与该地区的规划者和管理者合作，研究旅游业的发展和管理。

## 具体保留区域
- 世界遗产地的国家公园和保护区
- 本德吉沿海公园
- 开普山脉国家公园
- 巨拉比沿海公园
- 宁格罗海洋公园（英联邦水域）
- 宁格罗海洋公园（州水域）
- 世界遗产湾
- 世界遗产岛屿
- 北莫瑞仁岛
- 南莫瑞仁岛
- 世界遗产区的半岛
- 海洋公园区

## 区域
- 本德吉保护区
- 穆拉特保护区
- 灯塔湾保护区
- 巨拉比保护区
- 滩塔比帝保护区
- 红树林保护区
- 湖滨保护区
- 曼度保护区
- 鱼鹰保护区
- 温德拉邦迪保护区
- 克劳缇斯保护区
- 贝特曼保护区
- 贸得保护区
- 鹈鹕保护区
- 岬角保护区
- 格那拉露·雷保护区
- 三英里保护区
- 海龟保护区
- 南莫瑞仁保护区
- 北莫瑞仁保护区